# Общество ревнителей военных знаний
Общество ревнителей военных знаний — военно-научное общество, созданное в 1898 году в Петербурге по инициативе группы офицеров во главе с военным историком А. З. Мышлаевским. Целью общества была пропаганда военных знаний, разработка вопросов военной теории и истории.

## История
Мысль о создании военно-научного общества возникла в декабре 1896 года среди офицеров Санкт-Петербургского гарнизона во главе с генерал-майором Е.М. Бибиковым. Проект устава был одобрен главнокомандующим Санкт-Петербургского военного округа Великим князем Владимиром Александровичем. По его ходатайству 25 июня 1898 года устав был утверждён Императором. Великий князь Владимир Александрович был избран почётным президентом общества.
Действительными членами общества могли быть все состоящие на действительной службе офицеры гвардии, армии, флота и военные врачи; членами-корреспондентами (членами-соревнителями) — все имеющие право входить в Офицерское собрание армии и флота и интересующиеся деятельностью общества. Избрание проводилось советом общества по письменному предложению трёх действительных или почётных членов общества. Всего членами общества состояли 40 тыс. лиц.
Первое собрание общества (выборы членов совета, утверждение программы и сметы) состоялось 20 декабря 1898 года. Первое сообщение (о Прутском походе 1711 года) представил 2 января 1899 года полковник А. З. Мышлаевский.
Всего за 15 лет существования общества состоялось 330 собраний, которые посетили около 70 тыс. лиц. Доклады затрагивали, в основном, вопросы военного искусства и касались текущих войн (испано-американская, англо-бурская, боксёрское восстание в Китае, русско-японская, итало-турецкая, балканская). Освещались также вопросы, связанные с прогрессом военной техники.
Из книг, пожертвованных различными лицами составлена библиотека объёмом около 10 тыс. томов. При обществе велись курсы иностранных языков..
Отделения общества были открыты в Риге, Вильно, Минске, Сувалках, Чугуеве, Хабаровске, Тифлисе, Либаве, Самарканде, Ашхабаде и Варшаве. В Петербурге общество находилось в помещении Офицерского собрания (Литейный проспект, 20, ныне Дом офицеров).
Общество издавало в Петербурге журнал «Вестник общества ревнителей военных знаний» (1899 — 1914 годы, 273 выпуска) и «Общество ревнителей военных знаний» (1906 — 1913 годы, 31 выпуск), а также выпустило 68 книг тиражом 56 тыс. экземпляров.
Общество прекратило своё существование в 1914 году в связи с началом Первой мировой войны.

## Руководители общества (года)
Председатели
- Генерал-майор Е.М. Бибиков (1899–1900)
- Генерал-адъютант барон Мейендорф (с 1902 года)

Земестители председателя
- Полковник Евдокимов (1899—1907)
- Генерал от инфантерии А. П. Скугаревский (1908—1911)
- Генерал от инфантерии Н. П. Михневич (с 1912)

Секретари
- Е. Ф. Новицкий (1899—1904)
- Н. Н. Головин (1905—07)
- А. А. Балтийский (с 1908 г.)